# Towed in a Hole
Towed in a Hole is een Amerikaanse korte komedie film uit 1932 met Stan Laurel en Oliver Hardy in de hoofdrollen.

## Plot
Stan en Ollie zijn actief als visverkopers. Ollie verkoopt en rijdt rond en Stan mag hun komst aankondigen via een hoorn. De vis verkopen ze vers vanuit de vriezer die achterop hun auto zit. Stan komt met het idee om van de winst een boot aan te schaffen en zelf de vis te vangen. Op die manier hoeven ze de leveranciers van hun vis niet te betalen en houden ze zelf een groter deel van de opbrengst in eigen zak.
Ollie vindt het een prima plan en zoekt en vindt een boot op een vuilstortplaats. Ze besluiten de boot op te knappen. Dit is makkelijker gezegd dan gedaan. Elke serieuze poging van Ollie om de boot te repareren wordt door Stans onbedoelde geklungel ongedaan gemaakt, waardoor de situatie van de boot steeds meer verergert. Wanneer Stan voor een boze Ollie vlucht, resulteert dit zich in bekvechten tussen de twee en uiteindelijk in Stans opsluiting benedendeks. Ollie denkt dat Stan daar geen schade meer kan aanrichten, maar wordt in het ongelijk gesteld als Stan de mast van binnen omzaagt, omdat hij zijn hoofd ertussen heeft weten vast te krijgen. Dit resulteert in een vrije val voor Ollie die net de bovenkant van de mast aan het schilderen was. 
Uiteindelijk lukt het Ollie om de boot alleen op te knappen en te herstellen tot deze weer zeewaardig is. Stan zit in die tussentijd met twee blauwe ogen vastgebonden aan een regenton. Ze besluiten om de boot direct vast te koppelen aan de auto om hem naar zee te rijden en daar te water te laten. Echter de auto komt niet vooruit door het gewicht. Stan komt met het idee om de zeilen te hijsen. Dit resulteert erin dat de boot vooruit rolt en bovenop de auto botst. Het resultaat is dat zowel de boot als de auto volledig verloren zijn. Stan rent naar de auto toe en vindt tussen de wrakken, tot zijn grote vreugde, zijn hoorn die als enige de impact heeft overleefd en het nog doet. Wanneer hij hier vrolijk op blaast ontploft Ollie van woede die hem rennend achtervolgd.

## Cast
- Oliver Hardy als Ollie
- Stan Laurel als Stan
- Billy Gilbert als de bootverkoper

## Trivia
- Het verhaal van Towed in a Hole werd in 1945 opnieuw gebruikt door de The Three Stooges en uitgegeven als Booby Dupes.